# Acaroceras becki
Acaroceras becki är en kvalsterart som beskrevs av Balogh 1962. Acaroceras becki ingår i släktet Acaroceras och familjen Microzetidae. Inga underarter finns listade i Catalogue of Life.